# تيد جيلمور
تيد جيلمور (بالإنجليزية: Ted Gilmore)‏ هو لاعب كرة قدم أمريكية أمريكي، ولد في 21 مارس 1967 في ويتشيتا في الولايات المتحدة.